# ماريا كينتانا
ماريا كينتانا (بالإنجليزية: Maria Quintana)‏ هي متزحلقة حرة أمريكية، ولدت في 7 يوليو 1966 في الولايات المتحدة.

## وصلات خارجية
- ماريا كينتانا على موقع الاتحاد الدولي للتزلج (التزلج الحر) (الإنجليزية)
- ماريا كينتانا على موقع أوليمبيديا (الإنجليزية)